# Петридис, Алексис
Алексис Петридис (англ. Alexis Petridis, род. 13 сентября 1971 года, Великобритания) — британский журналист, главный музыкальный критик газеты The Guardian, а также постоянный автор журнала GQ. В дополнение к музыкальной журналистике ведёт еженедельную колонку посвящённую моде в разделе «Weekend» The Guardian, а также является одним из соавторов рубрики «Lost in Showbiz» того же издания.

## Биография
Петридис родился в Сандерленде на севере Англии, где жил до переезда родителей в Бакингемшир. После учёбы в гимназии имени доктора Чаллонера в Амершеме он начал свою писательскую деятельность в Кембриджском университете, публикуясь в студенческой газете Varsity. Петридис был последним главным редактором ныне упразднённого музыкального журнала Select. Помимо этого он написал автобиографию Элтона Джона «Я» 2019 года (в качестве литературного негра).
Петридис является восьмикратным лауреатом награды «Музыкальный обозреватель года» в категории «Ежедневная рецензия», получив эту награду с 2005 по 2012 год, а также победителем категории «Музыкальное обозрение: автор года» в 2006 году и «Лучший музыкальный публицист» (по голосованию студентов) в 2012 году. В 2017 году он получил стипендию Музыкального колледжа Лидса.